# هو جون (ممثل)
هو جون (بالصينية: 胡军) هو ممثل صيني، ولد في 18 مارس 1968 في الصين. من الجوائز التي نالها Lan Yu (film) ‏.

## جوائز
- Lan Yu (film) [الإنجليزية]‏

## وصلات خارجية
- هو جون على موقع IMDb (الإنجليزية)
- هو جون على موقع ألو سيني (الفرنسية)
- هو جون على موقع ألو سيني (الفرنسية)
- هو جون على موقع أول موفي (الإنجليزية)
- هو جون على موقع قاعدة بيانات الفيلم (الإنجليزية)
- هو جون على موقع كينوبويسك (الروسية)